# Miraflores de la Sierra
Miraflores de la Sierra é um município da Espanha na província e comunidade autónoma de Madrid, de área 56,56 km² com população de 5487 habitantes (2007) e densidade populacional de 83,53 hab/km².

## Demografia
| Variação demográfica do município entre 1991 e 2004 | Variação demográfica do município entre 1991 e 2004 | Variação demográfica do município entre 1991 e 2004 | Variação demográfica do município entre 1991 e 2004 |
| --------------------------------------------------- | --------------------------------------------------- | --------------------------------------------------- | --------------------------------------------------- |
| 1991                                                | 1996                                                | 2001                                                | 2004                                                |
| 2636                                                | 3365                                                | 3928                                                | 4741                                                |